# Rezerwat przyrody Sługocice
Rezerwat przyrody Sługocice – florystyczny rezerwat przyrody w gminie Tomaszów Mazowiecki, w powiecie tomaszowskim, w województwie łódzkim. Znajduje się w obrębie otuliny Spalskiego Parku Krajobrazowego. Teren rezerwatu przecina droga wojewódzka nr 713.
Zajmuje powierzchnię 8,89 ha (akt powołujący podawał 8,57 ha). Został powołany Zarządzeniem Ministra Leśnictwa i Przemysłu Drzewnego z 18 maja 1984 roku (M.P. z 1984 r. nr 15, poz. 108, § 8). Według aktu powołującego, celem ochrony jest zachowanie żywca dziewięciolistnego – rośliny górskiej, bardzo rzadko występującej na niżu.
Według obowiązującego planu ochrony ustanowionego w 2018 roku, obszar rezerwatu objęty jest ochroną czynną.
W pobliżu znajduje się rezerwat przyrody Jeleń.